# 更生日報
《更生日報》（英語：Keng Sheng Daily News，簡稱KSDN），為一份針對臺灣東岸地區進行報導的地域性報紙。該報紙由來自泉州的謝膺毅在花蓮於1947年9月3日創辦《臺灣更生報》。謝膺毅於2008年1月14日逝世之後，謝膺毅長子謝立德接任更生日報社長兼任總編輯，副總編輯由編輯組主任吳蕙宏及前聯合報編輯部資深記者田德財接任。

## 概略

### 歷史
1951年10月22日，報社於花蓮大地震中遭受嚴重損害，屋舍與設備均毀損於瓦礫堆之中。因印刷所毁損，報紙於當日宣告停刊一天；但是，在工作團隊堅持為當地民眾提供最新消息的想法下，記者們將報導內容刻畫上鋼版再油印於紙張，並於隔日再度開始發行。
1952年，新建辦公室在報社原址落成。1955年7月，報社自建印刷工廠並進行設備更新。1963年，印刷工廠大廈重建落成。1970年1月28日，報社增建編輯部新廈。1971年3月29日，報紙改名為「更生日報」。

### 主要內容
國內外重大新聞、財經新聞以及貼近花東當地的地區新聞，尤其以社會寫實為報導重點。其廣告刊登服務也以當地大眾為主要對象。

### 命名由來
戰後，在經歷二二八等事件之後，辦報者希望為人民築起溝通橋樑，幫助大眾「走出悲情、重拾新生」；也隱含「自立更生、日新又新」之意。

## 外部連結
- 更生日報 （页面存档备份，存于）